# Taino, Varese
Taino (/taˈino/) là một đô thị ở tỉnh Varese trong vùng Lombardia, có cự ly khoảng 50 km về phía tây bắc của Milan và khoảng 20 km về phía tây namcủa Varese. Tại thời điểm ngày 31 tháng 12 năm 2004, đô thị này có dân số 3.353 người và diện tích là 7,7 km².
Đô thị Taino có các frazione (đơn vị trực thuộc) Cheglio (/ˈkeʎːo/).
Taino giáp các đô thị: Angera, Sesto Calende.